# 伊芙 (饒舌歌手)
伊芙·吉汉·杰弗斯·庫珀（英語：Eve Jihan Jeffers Cooper，1978年11月10日—），美國嘻哈女歌手和演員，她以單曲〈Let Me Blow Ya Mind〉、〈Who's That Girl?〉、〈Gangsta Lovin'〉與〈Tambourine〉而在排行榜上獲得了成功。
她也是名影視演員，著名作品如《哈拉大髮師》系列電影、《飆速青春》（2009年）。自2017年以來，伊芙就一直是CBS晨間脫口秀節目《The Talk》的主持人之一。

## 外部連結
- 官方網站 （页面存档备份，存于）
- Eve在互联网电影资料库（IMDb）上的資料（英文）